# 신조 신조

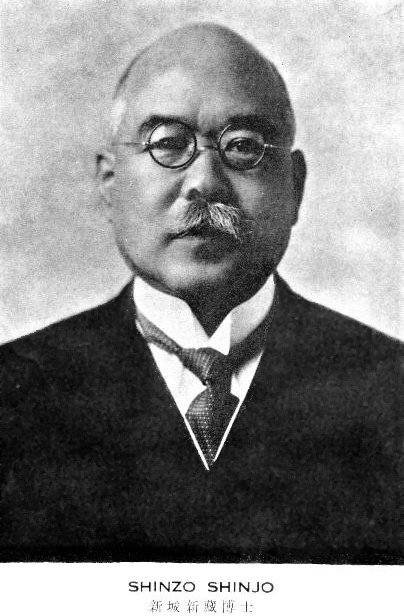
신조 신조

신조 신조(일본어: 新城 新蔵: 1873년(메이지 6년) 8월 20일-1938년(쇼와 13년) 8월 1일)는 일본의 천문학자·중국학자다. 교토 제국대학 제8대 총장을 역임했다. 전공은 우주물리학 및 중국고대역법이다. 전전시대 중국천문학 연구의 권위자였다.
후쿠시마현 아이즈와카마쓰의 술도가집 6남으로 태어났다. 와카마쓰 중학교(현 후쿠시마현립 아즈미고등학교), 제2고등학교를 거쳐 제국대학 이과대학 물리학과를 1895년 졸업. 대학원에 진학해 1897년 육군포공학교 교수로 취임했다.
1900년 교토 제국대학 이공과 조교수가 되었다. 이후 독일 괴팅겐 대학교에 유학하여 천문학을 공부한 뒤 귀국해 정교수가 되었다. 1918년 교토 제대에 우주물리학교실을 설립, 이학부장을 거쳐 1829년 경도제대 총장이 되었다.
1935년 동방문화사업에 의해 상하이에 설립된 상하이 자연과학연구소의 제2대 소장으로 취임했다. 1937년 중일전쟁이 시작되자 귀중문화재를 보호하기 위해 동분서주하다 1938년 난징에서 과로사하였다.